# Конец игры (Секретные материалы)
«Конец игры» (англ. End Game) — 17-й эпизод 2-го сезона сериала «Секретные материалы». Премьера состоялась 10 февраля 1995 года на телеканале FOX.
Эпизод позволяет более подробно раскрыть так называемую «мифологию сериала», заданную в пилотной серии.
Режиссёр — Роб Боумэн, автор сценария — Фрэнк Спотниц, приглашённые звёзды — Меган Лейч, Питер Донат,
Брайан Томпсон.
В США серия получила рейтинг домохозяйств Нильсена, равный 11,2, который означает, что в день выхода серию посмотрели 10,7 миллионов домохозяйств.
Главные герои серии — Фокс Малдер (Дэвид Духовны) и Дана Скалли (Джиллиан Андерсон), агенты ФБР, расследующие сложно поддающиеся научному объяснению преступления, называемые Секретными материалами.
В данном эпизоде, который является продолжением эпизода «Колония», Малдер и Скалли расследуют появление Инопланетного охотника, который похищает Скалли, чтобы обменять её на сестру Малдера Саманту. Поиски Саманты приводят Малдера к подводной лодке, с которой всё и началось в прошлом эпизоде.

## Сюжет
В глубине холодных вод моря Бофорта в районе северного полярного круга экипаж подводной лодки получает на радаре изображение огромного неопознанного объекта, проплывающего совсем рядом с ними. Капитан субмарины получает приказ уничтожить судно без дальнейшего изучения. Но перед запуском торпед мощный удар выводит из строя реакторы корабля.
Инопланетный Охотник похищает Скалли, чтобы обменять её жизнь на жизнь Саманты. Саманта предупреждает Малдера, что Охотника можно убить лишь точным ударом в основание черепа, также его кровь ядовита при попадании на кожу.
Малдер и Саманта отправляются домой к Малдеру и ждут звонка. Малдер не доверяет Саманте. По его требованию она рассказывает, что одинаковые люди, которых убивает Охотник, являются потомками двух первых инопланетян, которые пытались основать колонию на Земле ещё в сороковых годах. Они хотят стать преемниками пришельцев, так как решили, что Земля инопланетян больше не интересует, и пытаются натурализоваться с помощью гибридизации человеческого и собственного генетического материала. Однако другие пришельцы сочли такие исследования покушением на чистоту расы и послали Охотника уничтожить всю колонию.
Скалли звонит Малдеру и под дулом пистолета сообщает время и место, где состоится обмен. Скиннер помогает организовать там засаду. Во время обмена снайпер стреляет Охотнику в основание черепа, его тело падает с моста в реку, увлекая за собой Саманту.
Малдер безуспешно пытается объяснить отцу, почему пожертвовал безопасностью сестры ради жизни Скалли. Уходя, отец оставляет ему письмо, в котором Саманта указывала место встречи (клиника абортов в Мэриленде) на случай, если с ней что-то произойдёт. Малдер отправляется туда. Ему звонит Скалли и сообщает, что тело его сестры только что достали из реки. Положив трубку, она идёт к реанимобилю и видит, как тело Саманты начинает стремительно разлагаться, выделяя зелёную инопланетную слизь.
Малдер обнаруживает в клинике лабораторию по клонированию гибридов людей и пришельцев, где работают точные копии его сестры. Пришельцы убеждают Малдера спасти самую первую из них, от которой произошли все остальные, в обмен на информацию о местонахождении настоящей Саманты, генетический материал которой, вероятно, использовался для их выведения. Инопланетный Охотник устраивает пожар в центре и оглушает Малдера, которого спасают пожарные. Огонь уничтожает все улики, тела пришельцев не обнаружены. Из крови агента ФБР, убитого Охотником в прошлой серии, удаётся выделить ретровирус, приводящий к загустению крови и смерти. Скалли узнаёт, что эффект вируса можно ослабить пониженной температурой. Тем временем Малдер встречается с Человеком Х, который сообщает об американской подлодке, которая торпедировала летательный аппарат Охотника у берегов Аляски, но и сама получила серьёзные повреждения. Малдер отправляется туда, оставляя Скалли прощальное письмо. Она просит Скиннера выяснить «по неофициальным каналам», куда отправился Малдер, однако он отказывает ей в помощи. Отправившись к Малдеру домой, Скалли вызывает на связь Х, однако он также отказывается ей помогать. На выходе из лифта Х встречает Скиннера, который избивает его, требуя рассказать, куда отправился Малдер. Х выдаёт координаты подлодки.
На субмарине Малдер обнаруживает Охотника, принявшего облик одного из членов экипажа. Малдер приставляет к его голове пистолет и требует рассказать, где его сестра, после чего он отпустит Охотника на его корабль. Охотник избивает Малдера и говорит, что давно убил бы его, если бы хотел. На просьбы Малдера рассказать о местонахождении Саманты он отвечает: «Она жива. Можете умереть спокойно». Малдер ранит Охотника из пистолета, токсичная кровь попадает ему в глаза. Охотник выбрасывает его через люк подлодки и начинает погружение…
Малдера обнаруживает военно-морская разведка и доставляет на сушу. Врачи пытаются реанимировать Малдера с помощью горячей ванны, думая, что у него гипотермия, однако им мешает Скалли, доказывая, что симптомы гипотермии — результат заражения ретровирусом, который может ослабить лишь низкая температура. Доктора в итоге соглашаются со Скалли. Принятые меры вкупе с антиретровирусной терапией позволяют спасти Малдера, который вновь обрёл волю к дальнейшим поискам.